# 몬시뇰
몬시뇰(monsignor)은 천주교에서 교황의 명예 전속 사제로 확정된 로마 가톨릭교회의 성직자들에 대한 경칭이다. 몬시뇰은 프랑스어로 "나의 주인님"을 뜻하는 mon seigneur에서 유래한 이탈리아어 monsignore에서 어미음을 생략한 것이다. 영어로는 Msgr. 또는 Mons.로 생략한다. 프랑스어로는 (마침표 없이) Mgr로 생략한다.
몬시뇰은 호칭으로서일 뿐, 그것 자체가 지위는 아니다. 몬시뇰은 명예로운 칭호와 관련해서만 사용한다. 예전에는 로마 교황청의 고위 관료들 가운데 추기경이나 주교가 아닌 일반 사제를 지칭했다. 오늘날에는 지역 교구장의 도움으로 주교품을 받지 않은 나이 많고 덕망 높은 본당 사제와 교회에 큰 공을 세운 원로 사제에게 부여하는 명예 칭호가 되었다.

## 같이 보기
- 수석사제
- 이름앞 칭호